# Ramón de Bianya

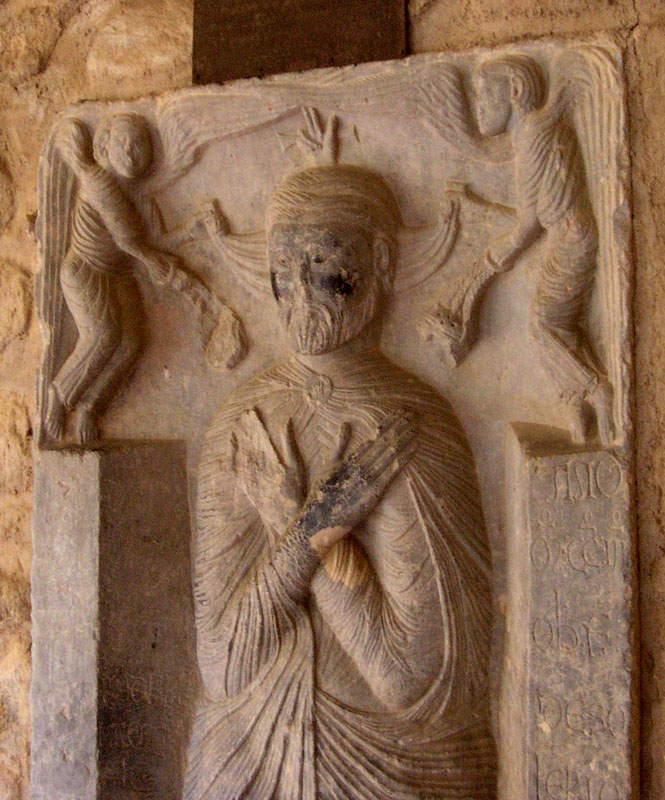
Sarcófago de Ferran de el Soler. Catedral de Santa Eulalia de Elna.

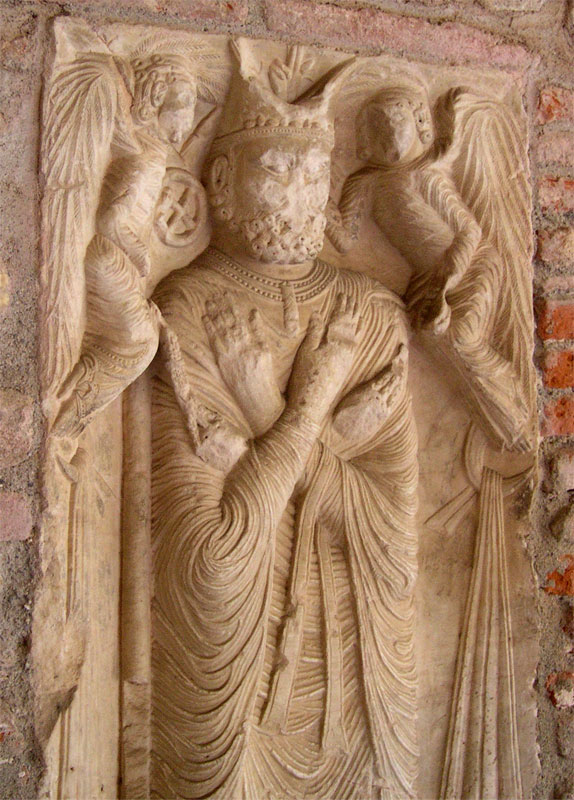
Yacente de Ramon de Villalonga. Catedral de Elna.

Ramón de Bianya (también conocido como Raymond de Bianya, o R. de Via) fue un escultor activo en el Rosellón entre los siglos XII y XIII. Su obra está relacionada estilísticamente con la del escultor italiano Benedetto Antelami. Se sitúa en la época del último románico y se caracteriza por el tratamiento que da a las ropas de los personajes representados, con muchos pliegues y con efecto de mojado.

## Obra
Ramón de Bianya es conocido por dos obras que firmó, que son las que se encuentran en el claustro de Elna. A partir de aquí y con criterios estilísticos, se le atribuyen piezas geográficamente próximas y otras más lejanas que también se pueden considerar de él o de su taller.
- Sarcófago de Ferran del Soler. Este importante personaje, señor de Le Soler murió en el año 1203, según se desprende de la inscripción que tiene la pieza, donde también se indica el nombre de su autor: R. de Bia(Ramón de Bianya). Se encuentra encastrada en uno de los muros del claustro de Elna, y procede del desaparecido priorato cisterciense de Santa María de l'Eula en Le Soler.
- Escultura yacente de Guillem Gaucelm de Tellet. Imagen yacente de un caballero con los brazos cruzados sobre el pecho. Está cubierto por un tejido con los pliegues característicos del autor. Tiene una inscripción que permite identificar el personaje, muerto en 1211. Se encuentra situado en el antiguo atrio del monasterio de Santa María de Arlés, en el Vallespir.
- Lápida sepulcral de Ramón de Villalonga, obispo de Elna muerto en 1216. Es una de las dos obras firmadas por el artista y representa al obispo con los brazos cruzados sobre el pecho y dos ángeles. Está encastrada en el muro del claustro de Elna.
- Portada del antiguo monasterio de Sant Joan el Vell de Perpiñán. Atribuido con cierta seguridad. En el centro de la portada se encuentra una magnífica imagen del Cristo en Majestad con los rasgos faciales y el tratamiento de las vestiduras características de Ramón de Bianya. Podría datarse hacia 1219.
- Se considera que hay un grupo de obras con su influencia en la Catedral de la Seo Vieja de Lérida, sobre todo en los capiteles del espacio alrededor del ábside principal, que se pueden datar entre los años 1220 y 1225.[1]
- Se le atribuye el tímpano de la portada de la iglesia del monasterio de Vallbona de les Monges, que podría datarse hacia el año 1225.[2]
- Hay autores que también le atribuyen las figuras de san Pedro y san Pablo de la fachada de la iglesia de san Pablo de Anglesola, pero la mayoría de fuentes no lo consideran así.
- También puede tener una cierta influencia de Ramón de Bianya el sarcófago de Arnau de Vilanova procedente de San Sebastián dels Gorgs y que se conserva en el Museo Diocesano de Barcelona.[3]

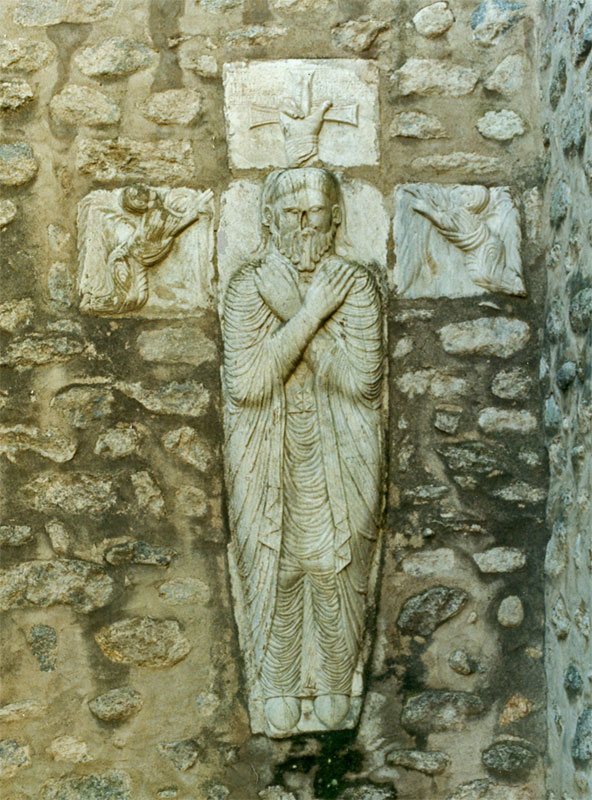
Yacente de Guillem Gaucelm de Tellet. Abadía de Santa María de Arles
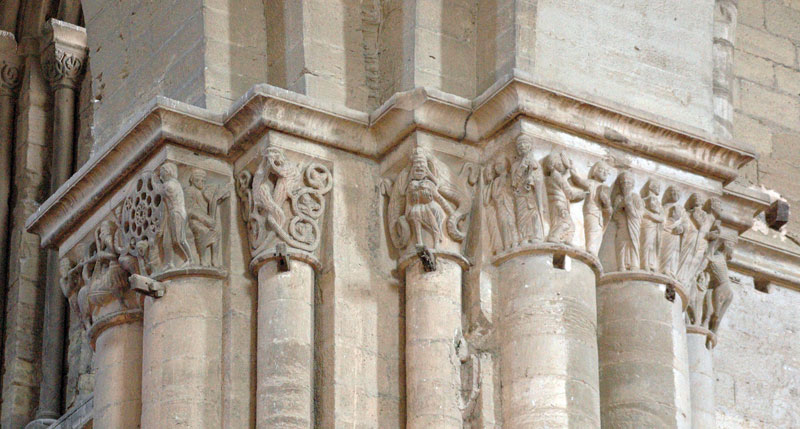
Capiteles de la catedral de la Seo Vieja de Lérida
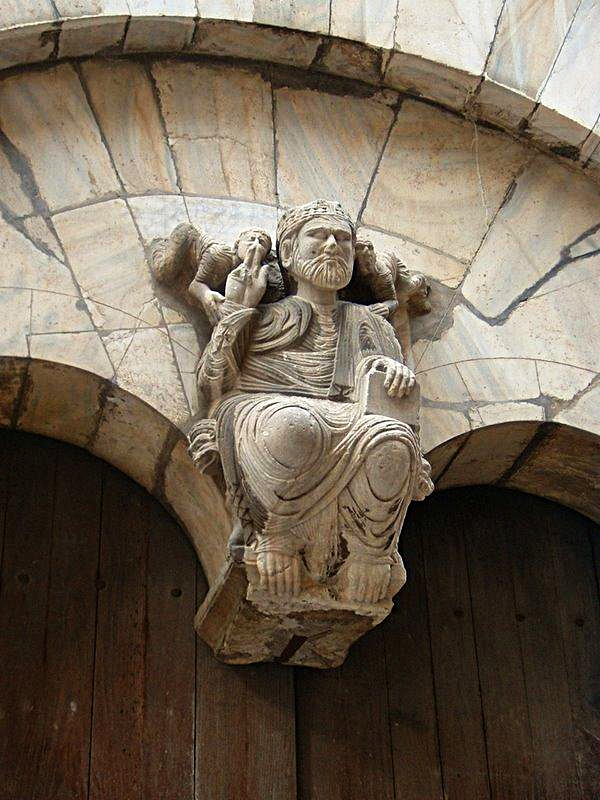
Portal del monasterio de Sant Joan el Vell de Perpiñán
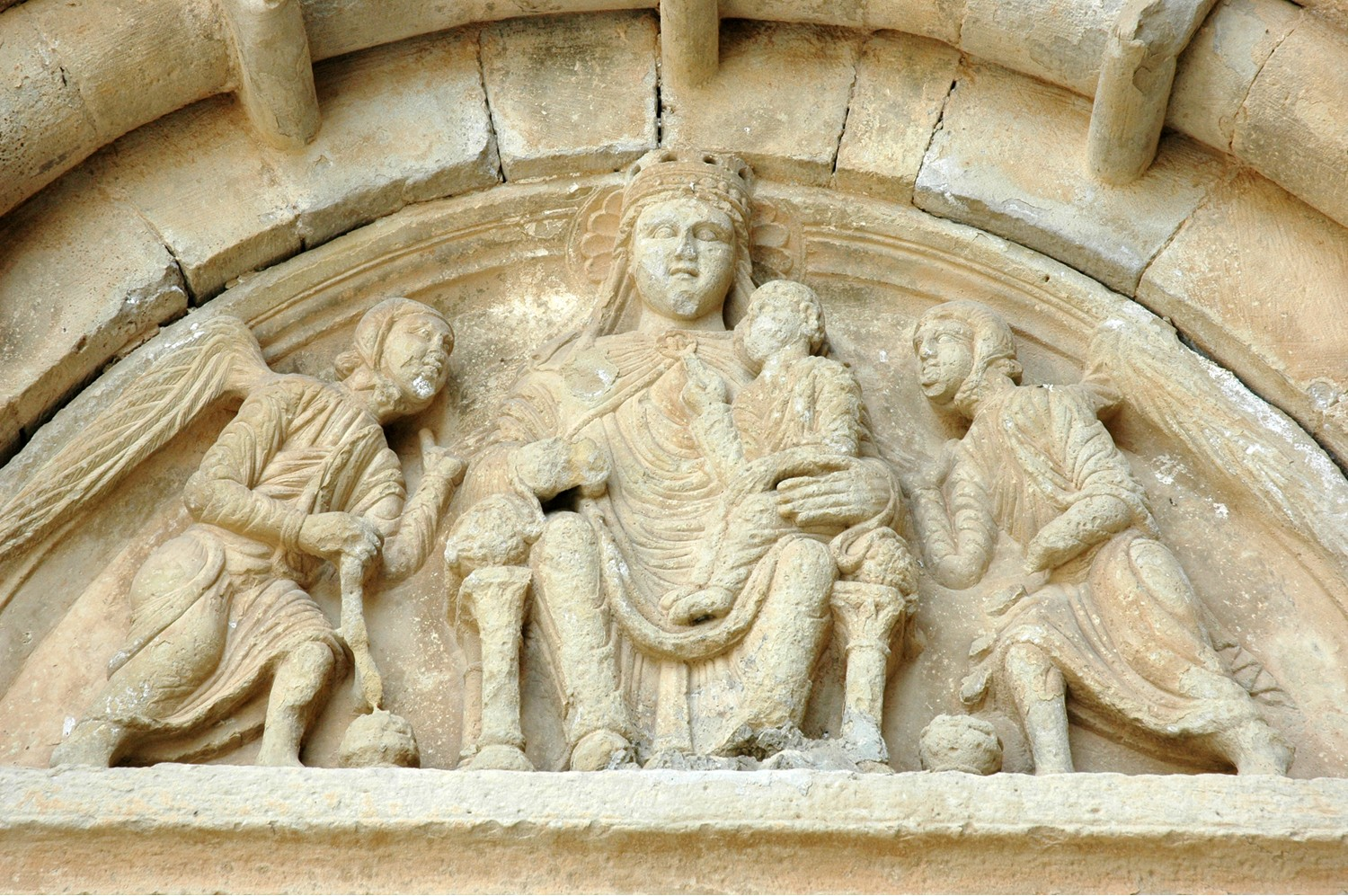
Tímpano del Monasterio de Vallbona de los Monjes